# Dicranota cosymbacantha
Dicranota (Dicranota) cosymbacantha là một loài ruồi trong họ Pediciidae. Chúng phân bố ở vùng Indomalaya.